# Delfín Hernández Hernández
Delfín Hernández Hernández (Cuacos de Yuste, Cáceres, 1932 - Cáceres, 23 de marzo de 2024) fue un médico español. Recibió la Medalla de Extremadura en 2012 "por su ingente labor en el campo de la medicina, la cultura y la participación en obras de naturaleza social".

## Biografía
De familia humilde, inició su carrera profesional como médico rural en varias localidades cacereñas hasta que en 1975 llegó al Hospital San Pedro de Alcántara de Cáceres como especialista en medicina interna, donde ha permanecido hasta su jubilación. 
Su dedicación a la labor humanitaria y su compromiso con la sociedad le llevó, una vez jubilado (1997), a presidir durante 13 años, la delegación de la Asociación Española Contra el Cáncer en la provincia de Cáceres.
Ha sido decano de la facultad de Medicina de la Universidad de Extremadura y alcalde de Cuacos.
Ha publicado una decena de libros relacionados con la comarca cacereña de La Vera, y un volumen dedicado a sus vivencias como médico rural. Cofundador de la Real Asociación de Caballeros de Yuste y promotor de diversas asociaciones culturales.
Aparte de la Medalla de Extremadura 2012, ha recibido otros reconocimientos honoríficos como la Medalla al Mérito del Colegio de Médicos de Cáceres (2012). Es Hijo Adoptivo de Tejeda del Tiétar, ostenta el Botón de Oro del Colegio Oficial de Médicos de Cáceres y el premio Valores Extremeños otorgado por la Asociación Cultural Amigos de la Estatua de Gabriel y Galán, de Cáceres.